# The Keeping Room – Bis zur letzten Kugel
The Keeping Room – Bis zur letzten Kugel (Originaltitel The Keeping Room) ist ein US-amerikanischer Western aus dem Jahr 2014 von Daniel Barber.

## Handlung
Die Handlung beginnt kurz vor dem Ende des Sezessionskrieges. Die zwei Schwestern Augusta und Louise, wohnhaft in den Südstaaten, sind gemeinsam mit der afroamerikanischen Sklavin Mad dabei, ihr Zuhause gegen abtrünnige Soldaten der Unionsarmee zu verteidigen. Während den Vorbereitungen auf eine Belagerung wird die jüngere Schwester Louise von einem Waschbären gebissen. Daher bricht Augusta auf, um Medizin zu besorgen. Als sie bei ihrem Nachbar eine Rast einlegen möchte, muss sie feststellen, dass dieser ermordet wurde. Scheinbar hat er sich selbst vergiftet. Später gelangt sie in eine Bar, wo sie die Soldaten Moses und Henry kennenlernt.
Nicht wissend, dass die beiden sie auf ihrem Heimweg verfolgen würden, schießen sie mit Anbruch der Nacht auf das Haus der Schwestern. Die beiden schaffen es, in das Haus einzubrechen. Dort vergewaltigt Henry Louise, wird allerdings von Mad erschossen. Augusta ist in der Lage, Moses zu verwunden. Nachdem dieser entwaffnet und kampfunfähig gemacht wurde, berichtet Mad davon, wie oft sie als Kind vergewaltigt wurde. Kurz darauf vernehmen die drei erneut Geräusche von draußen und eröffnen das Feuer. Allerdings handelt es sich um Bill, dem Freund von Mad, der von Augusta versehentlich tödlich verletzt wird. Im Sterben teilt er den drei Mädchen mit, dass mehrere abtrünnige Soldaten auf das Anwesen zu steuern. Sie vernehmen daraufhin Moses, der ihnen mitteilt, dass er vor geschickt wurde, um Nahrungsmittel, Deserteure oder Überlebende aufzuspüren. Er benennt einen gewissen Billy als Anführer, der dafür bekannt ist, alles dem Boden gleichmachen zu lassen. Daraufhin erschießt Augusta den Mann.
Zwischen den Mädchen entbrennt ein Streit, wie nun weiter vorgegangen werden soll. Sie beschließen, die Leichen zu vergraben und sich die Uniformen anzulegen, um sich als Soldaten zu verkleiden. Sie zünden ihr Zuhause an und kehren ihm dem Rücken. Später sieht man, wie die Armee auf das brennende Haus zu steuert.

## Hintergrund

### Produktion
Erste Ideen zum Film wurden ab Oktober 2012 bekannt. Julia Hart wurde beim Schreiben ihres Drehbuchs von einer Freundin inspiriert, die darüber berichtete, dass sie im Hinterhof zwei Skelette, die datiert aus dem Sezessionskrieg wurden, fand. Für die Hauptrolle war zunächst Olivia Wilde vorgesehen. Als Antagonist konnte Sam Worthington verpflichtet werden. Die Dreharbeiten begannen am 13. Juni 2013 bei Bukarest und endeten am 18. Juli 2013.

### Veröffentlichung
Anlässlich des Toronto International Film Festival 2014 wurde der Film am 8. September 2014 gezeigt. Es folgten im Anschluss weitere Ausstrahlungen auf verschiedenen Filmfestivals. In Deutschland erschien der Film am 24. März 2016 im Videoverleih. Seine deutsche TV-Premiere gab der Film am 25. Juni 2017 auf Universal TV.

## Rezeption
„Souveräne Mischung aus Kriegsdrama und Home-Invasion-Thriller, die von drei eindrucksvollen Hauptdarstellerinnen und einer konzentrierten Inszenierung getragen wird, die sich ganz auf deren Perspektive einlässt. Eine spannende und zugleich melancholische Reflexion über die Entmenschlichung durch Krieg und Gewalt.“

Der SRF findet, dass Hailee Steinfeld an der Seite von Brit Marling überzeugt.
Pascal Reis schreibt in seiner Filmreview für Moviebreak, dass der Film „etwas über das Ziel hinausschießt“ und „in seiner rückwärtsgewandten Art prätentiöse Ausmaße annimmt“. Positiv nimmt er die Tatsache auf, dass der Film für „Gleichberechtigung steht und Gender-Klischees torpediert“. Final ist er der Meinung, dass es ein „bleierner Film, zweifelsohne sehenswert“ sei.
Auf Rotten Tomatoes hat der Film eine Wertung von 75 % bei 87 Reviews. Im Popcornmeter, der Zuschauerwertung auf Rotten Tomatoes, hat der Film bei über 1000 Abstimmungen eine Wertung von 52 %. In der Internet Movie Database hat der Film bei über 7700 Stimmabgaben eine Wertung von 6,0 von 10,0 möglichen Sternen (Stand: März 2025).